# Ronde van Vlaanderen 2011
De 95e editie van de Ronde van Vlaanderen werd op 3 april 2011 verreden met start in Brugge en aankomst in Meerbeke over een afstand van 256,3 km. Er waren 18 beklimmingen. De Ronde van Vlaanderen 2011 maakt deel uit van de UCI World Tour 2011.

## Mannen

### Deelnemende ploegen
Er namen 25 teams deel aan deze editie. Elk team start in principe met 8 renners, maar bij Lampre-ISD ontbreekt één renner wat het totaal aantal deelnemers op 199 brengt.
| 18 UCI World Tour-ploegen | 18 UCI World Tour-ploegen | 18 UCI World Tour-ploegen | 7 wildcards                  |
| ------------------------- | ------------------------- | ------------------------- | ---------------------------- |
| AG2R-La Mondiale          | Team Katjoesja            | Quick Step                | Landbouwkrediet              |
| Pro Team Astana           | Lampre-ISD                | Rabobank                  | Topsport Vlaanderen-Mercator |
| BMC Racing Team           | Team Leopard-Trek         | Team RadioShack           | Verandas Willems-Accent      |
| Euskaltel-Euskadi         | Liquigas-Cannondale       | Saxo Bank-Sungard         | Skil-Shimano                 |
| Team Garmin-Cervélo       | Team Movistar             | Sky ProCycling            | Cofidis, le crédit en ligne  |
| Team HTC-High Road        | Omega Pharma-Lotto        | Vacansoleil-DCM           | Team Europcar                |
|                           |                           |                           | Française des Jeux           |

### Hellingen
De 18 beklimmingen in de Ronde zijn:
| Nummer | Naam           | Kilometer | Bestrating      | Lengte (m) | Gemiddelde helling |
| ------ | -------------- | --------- | --------------- | ---------- | ------------------ |
| 1      | Tiegemberg     | 70        | asfalt          | 750        | 5,6                |
| 2      | Nokereberg     | 80        | kasseien        | 350        | 5,7                |
| 3      | Rekelberg      | 127       | asfalt          | 800        | 4                  |
| 4      | Kaperij        | 139       | kasseien        | 1000       | 5,5                |
| 5      | Kruisberg      | 154       | asfalt          | 1875       | 4,8                |
| 6      | Knokteberg     | 164       | asfalt          | 1100       | 8                  |
| 7      | Oude Kwaremont | 171       | kasseien        | 2200       | 4,2                |
| 8      | Paterberg      | 175       | kasseien        | 400        | 12,5               |
| 9      | Koppenberg     | 181       | kasseien        | 1100       | 7,6                |
| 10     | Steenbeekdries | 187       | kasseien        | 820        | 7,1                |
| 11     | Taaienberg     | 190       | kasseien        | 800        | 4,2                |
| 12     | Eikenberg      | 194       | kasseien        | 1250       | 5,8                |
| 13     | Molenberg      | 209       | kasseien        | 463        | 7                  |
| 14     | Leberg         | 216       | asfalt          | 700        | 6,1                |
| 15     | Valkenberg     | 225       | asfalt          | 875        | 6,1                |
| 16     | Tenbosse       | 232       | asfalt          | 450        | 6,9                |
| 17     | Muur-Kapelmuur | 242       | kasseien        | 1075       | 9,3                |
| 18     | Bosberg        | 246       | kasseien/asfalt | 980        | 5,8                |

### Wedstrijdverloop
Reeds van bij de start in Brugge hield het peloton er een hoog tempo op na. Het duurde meer dan een uur voor er vijf man konden ontsnappen: Roger Hammond, Sébastien Turgot, Stefan van Dijk, Mitchell Docker en Jeremy Hunt.
Na de Oude Kwaremont, Paterberg en Koppenberg ging Sylvain Chavanel met Simon Clarke achter de vluchters aan.
Intussen was het grote peloton in twee stukken uiteengevallen, met de voornaamste favorieten in het eerste peloton. Na een aantal vluchtpogingen nam Tom Boonen het initiatief op de kasseistrook Haaghoek en hij kreeg Fabian Cancellara en Filippo Pozzato mee.
Op de Leberg zag Cancellara zijn kans schoon en trok alleen in de aanval. Hij haalde al de vluchters in. Enkel Chavanel kon zijn tred volgen.
De strijd leek beslecht, tot vlak voor de Muur van Geraardsbergen de voorsprong spectaculair slonk en het peloton van favorieten onverwacht Cancellara, die last had van krampen, overklaste op de Muur.
Philippe Gilbert waagde zijn kans op de Bosberg, maar kon niet standhouden tegen een achtervolgend groepje met onder anderen Alessandro Ballan en Björn Leukemans. Uiteindelijk trok een groep van twaalf renners naar de finish.
Op vier kilometer van de finish ging Cancellara opnieuw in de aanval en kreeg weer Chavanel en Nick Nuyens mee. In de sprint won Nuyens het van Chavanel en Cancellara, terwijl Boonen sterk kwam opzetten maar strandde op een vierde plaats.

### Uitslag
| Ronde van Vlaanderen 2011 |                     |                             |          |
| Plaats                    | Naam                | Ploeg                       | Tijd     |
| Winnaar                   | Nick Nuyens         | Saxo Bank-Sungard           | 6u00'42" |
| 2                         | Sylvain Chavanel    | Quick Step                  | z.t.     |
| 3                         | Fabian Cancellara   | Team Leopard-Trek           | z.t.     |
| 4                         | Tom Boonen          | Quick Step                  | + 2"     |
| 5                         | Sebastian Langeveld | Rabobank                    | + 5"     |
| 6                         | George Hincapie     | BMC Racing Team             | z.t.     |
| 7                         | Björn Leukemans     | Vacansoleil-DCM             | z.t.     |
| 8                         | Staf Scheirlinckx   | Verandas Willems-Accent     | z.t.     |
| 9                         | Philippe Gilbert    | Omega Pharma-Lotto          | z.t.     |
| 10                        | Geraint Thomas      | Sky ProCycling              | z.t.     |
| 11                        | Juan Antonio Flecha | Sky ProCycling              | z.t.     |
| 12                        | Alessandro Ballan   | BMC Racing Team             | + 9"     |
| 13                        | Tyler Farrar        | Team Garmin-Cervélo         | + 1'24"  |
| 14                        | Bernhard Eisel      | HTC-Highroad                | z.t.     |
| 15                        | Dominique Rollin    | FDJ                         | z.t.     |
| 16                        | Danilo Hondo        | Lampre-ISD                  | z.t.     |
| 17                        | Lloyd Mondory       | AG2R La Mondiale            | z.t.     |
| 18                        | José Joaquin Rojas  | Movistar Team               | z.t.     |
| 19                        | Leonardo Duque      | Cofidis, le Crédit en ligne | z.t.     |
| 20                        | Maarten Wynants     | Rabobank                    | z.t.     |

## Vrouwen
De Ronde van Vlaanderen was bij de vrouwen aan zijn achtste editie toe. De wedstrijd maakt deel uit van de wereldbeker en werd gewonnen door Annemiek van Vleuten. Op de Muur van Geraardsbergen liet de Duitse Sarah Düster haar medevluchtster Ludivine Henrion achter. Ze werd echter op drie kilometer voor de finish teruggegrepen, waarna de Russische Tatiana Antoshina demarreerde. Van Vleuten kon haar volgen en wist haar te verslaan op de finish.

### Rituitslag
| Plaats  | Naam                 | Ploeg                      | Tijd     |
| ------- | -------------------- | -------------------------- | -------- |
| Winnaar | Annemiek van Vleuten | Nederland bloeit           | 3u36'03" |
| 2       | Tatiana Antoshina    | Gauss                      | + 01"    |
| 3       | Marianne Vos         | Nederland bloeit           | + 10"    |
| 4       | Emma Johansson       | Hitec Products             | z.t.     |
| 5       | Judith Arndt         | HTC-Highroad Women         | z.t.     |
| 6       | Joëlle Numainville   | Team Tibco                 | z.t.     |
| 7       | Grace Verbeke        | Topsport Vlaanderen-Ridley | z.t.     |
| 8       | Ludivine Henrion     | Lotto Honda Team           | z.t.     |
| 9       | Noemi Cantele        | Garmin-Cervélo             | z.t.     |
| 10      | Emma Pooley          | Garmin-Cervélo             | z.t.     |
| 11      | Olga Zabelinskaja    | Diadora-Pasta Zara         | z.t.     |
| 12      | Sarah Düster         | Nederland bloeit           | z.t.     |
| 13      | Ina-Yoko Teutenberg  | HTC-Highroad Women         | + 1'10"  |
| 14      | Martine Bras         | Dolmans Landscaping        | z.t.     |
| 15      | Shelley Olds         | Diadora-Pasta Zara         | z.t.     |
| 16      | Monia Baccaille      | MCipollini-Giordana        | z.t.     |
| 17      | Kirsten Wild         | AA Drink-leontien.nl       | z.t.     |
| 18      | Christine Majerus    | Team GSD Gestion           | z.t.     |
| 19      | Elena Berlato        | Top Girls Fassa Bortolo    | z.t.     |
| 20      | Ruth Corset          | Australische selectie      | z.t.     |

1913 · 
1914 · 
1915 · 
1916 · 
1917 · 
1918 · 
1919 · 
1920 · 
1921 · 
1922 · 
1923 · 
1924 · 
1925 · 
1926 · 
1927 · 
1928 · 
1929 · 
1930 · 
1931 · 
1932 · 
1933 · 
1934 · 
1935 · 
1936 · 
1937 · 
1938 · 
1939 · 
1940 · 
1941 · 
1942 · 
1943 · 
1944 · 
1945 · 
1946 · 
1947 · 
1948 · 
1949 · 
1950 · 
1951 · 
1952 · 
1953 · 
1954 · 
1955 · 
1956 · 
1957 · 
1958 · 
1959 · 
1960 · 
1961 · 
1962 · 
1963 · 
1964 · 
1965 · 
1966 · 
1967 · 
1968 · 
1969 · 
1970 · 
1971 · 
1972 · 
1973 · 
1974 · 
1975 · 
1976 · 
1977 · 
1978 · 
1979 · 
1980 · 
1981 · 
1982 · 
1983 · 
1984 · 
1985 · 
1986 · 
1987 · 
1988 · 
1989 · 
1990 · 
1991 · 
1992 · 
1993 · 
1994 · 
1995 · 
1996 · 
1997 · 
1998 · 
1999 · 
2000 · 
2001 · 
2002 · 
2003 · 
2004 · 
2005 · 
2006 · 
2007 · 
2008 · 
2009 · 
2010 · 
2011 · 
2012 · 
2013 · 
2014 · 
2015 · 
2016 · 
2017 · 
2018 · 
2019 · 
2020 · 
2021 · 
2022 · 
2023 · 
2024
Lijst van beklimmingen
 Tour Down Under · 
 Parijs-Nice · 
 Tirreno-Adriatico · 
 Milaan-San Remo · 
 Ronde van Catalonië · 
 Gent-Wevelgem · 
 Ronde van Vlaanderen · 
 Ronde van het Baskenland · 
 Parijs-Roubaix · 
 Amstel Gold Race · 
 Waalse Pijl · 
 Luik-Bastenaken-Luik · 
 Ronde van Romandië · 
 Ronde van Italië · 
 Critérium du Dauphiné · 
 Ronde van Zwitserland · 
 Ronde van Frankrijk · 
 Clásica San Sebastián · 
 Ronde van Polen · 
  Eneco Tour · 
 Ronde van Spanje · 
 Vattenfall Cyclassics · 
 GP Ouest France-Plouay · 
 Grote Prijs van Quebec · 
 Grote Prijs van Montreal · 
 Ronde van Peking · 
 Ronde van Lombardije